# Cepheid

En animation som visar en cepheidvariabeln pulserande.

Cepheid, eller cepheidvariabel, är en variabel stjärna som varierar i ljusstyrka på ett bestämt sätt. Cepheider är jätte- eller superjättestjärnor och har fått sitt namn efter stjärnan δ (delta) i stjärnbilden Cepheus.
Cepheidernas periodicitet ger ett mått på deras absoluta ljusstyrka (deras absoluta magnitud) och de används därför som ett hjälpmedel för att beräkna avståndet till andra galaxer. Genom att mäta cepheidernas period, och ur dessa mätningar beräkna deras absoluta magnitud, kan man genom att jämföra med den observerade ljusstyrkan (den skenbara magnituden) uppskatta avståndet till galaxen.
I HR-diagrammet återfinns cepheiderna i den övre delen av det så kallade instabilitetsområdet. Flertalet är av spektraltyp F vid maximum och spektraltyp G vid minimum.

## Historik
Den första upptäckten av en cepheidvariabel gjordes 10 september 1784 av Edward Pigott när han studerade stjärnan Eta Aquilae. Några månader senare upptäckte John Goodricke variabeln Delta Cephei som fick namnge fenomenet. Sambandet mellan periodiciteten och ljusstyrkan upptäcktes av Henrietta Swan Leavitt under en undersökning av tusentals variabla stjärnor i magellanska molnen år 1908 och hon publicerade upptäckten 1912.
År 1915 använde Harlow Shapley metoden för att avgränsa form och storlek på Vintergatan och ungefärlig placering av solen i den. Edwin Hubble beräknade år 1924 avstånden till cepheider i Andromedagalaxen och kunde därmed visa att de stjärnorna inte var en del av Vintergatan. Därmed löstes en konflikt mellan astronomer, Shapley-Curtisdebatten, som bland annat behandlade frågan om Vintergatan var synonymt med universum eller en galax av många som byggde upp universum. Tillsammans med Milton L. Humason formulerade han Hubbles lag år 1929 genom att kombinera cepheidberäknade avstånd till flera galaxer med Vesto Sliphers mätningar av galaxernas rörelse. De fann att universum expanderar.
I mitten av 1900-talet löstes betydande problem med den astronomiska avståndsskalan genom att dela in cepheider i olika klasser med mycket olika egenskaper. På 1940-talet noterade Walter Baade två separata populationer av cepheider (klassisk och typ II). Klassiska cepheider är yngre och mer massiva grupp I-stjärnor, medan cepheider av typ II är äldre svagare grupp II-stjärnor. Klassiska cepheider och typ II-cepheider följer olika förhållanden mellan period och ljusstyrka. Ljusstyrkan hos typ II-cepheider är i genomsnitt mindre än klassiska cepheider med ca 1,5 magnituder (men fortfarande ljusare än RR Lyrae-stjärnor). Baades upptäckt ledde till en fördubbling av avståndet till M31, och den extragalaktiska distansskalan. RR Lyrae-stjärnor, så kallade klustervariabler, identifierades ganska tidigt som en separat klass av variabel, delvis beroende av deras korta perioder.

## Cepheidens pulsation
Den fysiska orsaken till cepheidernas pulserande är skillnaden i genomskinlighet hos enkelt och dubbelt joniserat helium. Dubbelt joniserat helium som uppstår vid högre temperatur har högre opacitet och skapar det tryck som driver pulserandet. När stjärnan ökar sin radie svalnar den samtidigt och heliumet rekombinerar sig till enkelt joniserat som har lägre opacitet vilket släpper igenom mer strålning. Trycket i stjärnan minskar och den faller ihop.
Cepheiderna är ljusstarka stjärnor, 100-tals till 10000-tals gånger luminösare än solen. Stjärnan varierar också i temperatur. Högst temperatur har stjärnan då radien är som minst. Störst ljusstyrka inträffar under den svällande fasen, ungefär när den utåtriktade hastigheten är som störst, halvvägs mellan minimal och maximal radie. Minst blir ljusstyrkan när stjärnan är i den krympande fasen, halvvägs mellan maximal och minimal radie. En cepheids radie kan fysiskt variera inom gränserna 2-20 procent.